# كريم أباد (هشيوار)
کریم أباد (بالإنجليزية: Karimabad, Hashivar)‏ هي منطقة سكنية تقع في إيران في فارس. يقدر عدد سكانها بـ 457 نسمة .